# L'uomo che non voleva uccidere
L'uomo che non voleva uccidere (From Hell to Texas) è un film del 1958 diretto da Henry Hathaway.
È un western statunitense con Don Murray, Diane Varsi, Chill Wills e Dennis Hopper. È basato sul romanzo del 1957 The Hell Bent Kid di Charles O. Locke.

## Produzione
Il film, diretto da Henry Hathaway su una sceneggiatura di Robert Buckner e Wendell Mayes e un soggetto di Charles O. Locke (autore del romanzo), fu prodotto da Robert Buckner per la Twentieth Century Fox e girato a Bishop, nelle Alabama Hills a Lone Pine e nell'Iverson Ranch a Chatsworth, Los Angeles, in California, da fine settembre a fine novembre 1957. I titoli di lavorazione furono The Hell Bent Kid e Quick Draw at Fort Smith.

## Distribuzione
Il film fu distribuito con il titolo From Hell to Texas negli Stati Uniti nel giugno 1958 al cinema dalla Twentieth Century Fox.
Altre distribuzioni:
- in Germania Ovest il 23 maggio 1958 (Schiess zurück, Cowboy)
- in Francia il 25 giugno 1958 (La fureur des hommes)
- in Belgio il 1º agosto 1958 (De razernij der mensen) (La fureur des hommes)
- in Finlandia l'8 agosto 1958 (Raivoisat miehet)
- in Portogallo il 18 settembre 1958 (O Homem Que Não Queria Matar)
- in Svezia il 29 settembre 1958 (Dödsjakten)
- in Danimarca il 25 maggio 1959 (En mand jages)
- in Spagna il 30 luglio 1961 (Del infierno a Texas)
- in Turchia il 13 settembre 1965 (Kana susayanlar)
- in Germania Ovest il 3 giugno 1972 (in TV)
- in Argentina (Vendetta bárbara)
- in Brasile (Caçada Humana)
- in Finlandia (Ajojahti)
- nel Regno Unito (Manhunt)
- in Grecia (Kynigos epikirygmenon)
- in Italia (L'uomo che non voleva uccidere)

## Critica
Secondo il Morandini il film è un "classico western di inseguimento" che rappresenta in pieno e positivamente il meglio del cinema americano.

## Promozione
Le tagline sono:
- The West's Most Savage Man-Chase...From Hell To Texas!
- in the tradition of "StageCoach" "High Noon" and "Shane"